# Pheidole sculpturata
Pheidole sculpturata är en myrart som beskrevs av Mayr 1866. Pheidole sculpturata ingår i släktet Pheidole och familjen myror.

## Underarter
Arten delas in i följande underarter:
- P. s. areolata
- P. s. berthoudi
- P. s. dignata
- P. s. katonae
- P. s. particeps
- P. s. rhodesiana
- P. s. sculpturata
- P. s. welgelegenensis
- P. s. zambesiana